# Umberto Scipione
Umberto Scipione (Formia, 27 maggio 1960) è un compositore, pianista e direttore d'orchestra italiano, docente presso il Conservatorio Santa Cecilia di Roma.

## Biografia

### Formazione
Umberto Scipione nasce a Formia il 27 maggio del 1960. Figlio e nipote di musicisti (suo padre Roberto suonava nell'Orchestra ritmica della Rai e suo nonno Umberto, da cui il nome, ha fondato il Complesso bandistico "Umberto Scipione Città di Formia") studia fin da giovanissimo pianoforte, clarinetto e composizione, affiancando agli studi di scuola superiore, l'attività di musicista nei locali della sua città e della provincia. Contemporaneamente alla maturità,  si diploma al Conservatorio "Santa Cecilia" di Roma. Prosegue gli studi di Composizione con il M° Paolo Renosto e con il M° Vittorio Gelmetti, compositore di Musica da film (tra i suoi lavori ricordiamo la Colonna Sonora del film Deserto Rosso di Antonioni).

### Esordi
Nel 1978 si diploma al Conservatorio di Santa Cecilia di Roma. Nel 1979 inizia ad insegnare nelle scuole medie di Scauri,  Itri e Gaeta, e Magistrali di Formia. Contemporaneamente è impegnato nell'attività di concertista e direttore d'orchestra che lo porta a viaggiare per il mondo e che proseguirà fino al 1994, anche in collaborazione con il fratello Ugo (flautista), e la sorella Lara (pianista).

### Insegnamento
Nel 1984 è docente presso il Conservatorio di musica di Reggio Calabria, dove incontra l'arpista Sabina Turano che sarà la compagna della sua vita e madre dei suoi figli Andrea e Alessia. Insegna poi al Conservatorio di Frosinone e, nel 2009, gli viene assegnata la cattedra di clarinetto presso il Conservatorio Santa Cecilia di Roma. Nel corso degli anni produce numerose pubblicazioni didattiche sullo studio di questo strumento.
Parallelamente all'insegnamento procede l'attività di compositore, che spazia dalla musica classica alla musica leggera alla musica jazz, e di produttore discografico con l'etichetta Zarvel Music, di cui è fondatore e direttore artistico.

### Colonne sonore
L'attività di compositore nel campo documentaristico e radiotelevisivo, ha come risultato circa 300 colonne sonore per documentari, cortometraggi, film, sceneggiati radiofonici.
Dal 2003 al 2012 realizza le colonne sonore di numerosi documentari con la regia di Raymond Varraud, molti dei quali sono stati trasmessi dalla Rai nelle trasmissioni condotte da Alberto Angela.
Dal 1997 al 2013 con il regista Andrea Cochetti realizza per la Rai le colonne sonore di programmi televisivi ("Strisce pedonali portatili", "Ristorante per cani", "Assaggiatore per animali") e di circa centocinquanta documentari.
Nel 2010 inizia il sodalizio con Luca Miniero, per il quale compone le colonne sonore per il film "Benvenuti al sud", "Benvenuti al Nord" (per questi due film riceve tre nominations al David di Donatello) e "Un boss in salotto".
Per Alessandro Siani compone le colonne sonore dei film "Il principe abusivo", "Si accettano miracoli", "Mister Felicità", "Il giorno più bello del mondo", “Chi ha incastrato Babbo Natale?” (per questa colonna sonora ottiene la nomination al Siae Music Award 2023), “Tramite amicizia”, “Succede anche nelle migliori famiglie” e “Io e te dobbiamo parlare” (Con Leonardo Pieraccioni)  . Per Carlo Verdone compone la colonna sonora del film "Sotto una buona stella" e per questo lavoro ottiene la sua quarta nomination al David di Donatello. Per Gennaro Scarpato compone la colonna sonora dell'episodio "Carichi di Meraviglia", terzo episodio del film "San Valantino Stories" (2018). Per Gianluca Ansanelli compone le colonne sonore dei film “La guerra dei nonni” e “Come far litigare mamma e papà”.  

### Musica leggera
Nel 2010 è selezionato dall'organizzazione del concerto per la celebrazione dei 50 anni dei Beatles per arrangiare il pezzo "Do You Want to Know a Secret?", eseguita nell'ambito della manifestazione alla Royal Albert Hall dalla Royal Philharmonic Orchestra
Per il teatro compone la canzone “L'uomo del destino”, interpretata nell'omonimo spettacolo teatrale di Yasmina Reza, portato sulle scene nel 2014 da Orso Maria Guerrini e Cristina Sebastianelli.

### Musiche per bambini
Per cinque anni, dal 1994 al 1998, collabora con l'Antoniano, per il quale svolge l'attività di selezionatore. Durante questa collaborazione compone la canzone Ghiri Ghiri, compresa nel cd omonimo e cantata dal Piccolo coro Arcobaleno.

### Musiche per spot pubblicitari
La produzione di Umberto Scipione comprende anche musiche per spot pubblicitari (Ferrero, Confcommercio, Banca Intesa, Olimpiadi invernali Torino 2006, Confartigianato, ecc.) composte con vari registi, dal 1998 al 2010.

## Onorificenze, premi e riconoscimenti
- Premio David di Donatello, 2011 - Nomination per il "Benvenuti al Sud"
- Premio "Una Vita per il Cinema", 2012
- Premio "Sonora", 2012
- Premio "Mompeo in Corto", 2012
- Premio "Marforio d'Oro" per la Musica in Campidoglio, 2012
- Premio David di Donatello, 2012 - Nomination per il Film "Benvenuti al Nord" (Miglior colonna sonora)
- Premio David di Donatello, 2012 - Nomination per il Film "Benvenuti al Nord" (Miglior canzone originale)
- Premio Padre Pio, 2017
- Premio "Roma VideoClip", 2012
- Premio "Colonne sonore", 2014
- Premio David di Donatello, 2014 - Nomination per il Film "Sotto una buona stella"
- Premio International Tour Film Fest, 2015
- Premio Mimemis, 2012
- Premio International Tour Film Fest, 2014
- Premio "L. Centra" Venezia, 2015
- Premio Internazionale Alessandro Cicognini, 2018[2]
- Biglietto d'Oro per il Teatro con "Felicità Tour", 2020
- Premio Eurostart, 2021
- World Soundtrack Awards - Public Choice Award per il Film "La Guerra dei Nonni", 2024

## Filmografia (parziale)

### Cinema
- "La Leggenda del Lago", regia di Germano Di Mattia (2003)
- "Valigie di Cartone" ("The Italian Dream"), regia di Germano Di Mattia (2005)
- "Benvenuti al Sud", regia di Luca Miniero (2010)
- "Amici", regia di Corrado Veneziano (2011)
- "Benvenuti al Nord", regia di Luca Miniero (2012)
- "Il principe abusivo", regia di Alessandro Siani (2013)
- "Un boss in salotto", regia di Luca Miniero (2014)
- "Sotto una buona stella", regia di Carlo Verdone (2014)
- "Si accettano miracoli", regia di Alessandro Siani (2015)
- "Mister Felicità", regia di Alessandro Siani (2017)
- "San Valentino Stories", regia di Gennaro Scarpato (2018)
- "Il giorno più bello del mondo", regia di Alessandro Siani (2019)
- “Chi ha incastrato Babbo Natale?”, regia di Alessandro Siani (2021)
- “Tramite amicizia”, regia di Alessandro Siani (2023)
- “La guerra dei nonni”, regia di Gianluca Ansanelli (2023)
- "Succede anche nelle migliori famiglie" regia di Alessandro Siani (2024)
- Come far litigare mamma e papà, regia di Gianluca Ansanelli (2024)